# Incident de la salle des mariages Versailles
 (juillet 2022).
Si vous disposez d'ouvrages ou d'articles de référence ou si vous connaissez des sites web de qualité traitant du thème abordé ici, merci de compléter l'article en donnant les références utiles à sa vérifiabilité et en les liant à la section « Notes et références ».
L'incident de la salle des mariages Versailles est un désastre survenu le 24 mai 2001 lors d'un mariage dans le quartier de Talpiot à Jérusalem. Une grande partie du troisième étage de la salle des mariages Versailles s'est effondrée au cours d'une soirée de mariage le 24 mai 2001 à 22 h 43, provoquant une chute mortelle sur deux étages. Vingt-trois personnes sont décédées, tandis que 380 autres ont été blessées à des degrés divers,.
La tragédie figure parmi les catastrophes civiles les plus meurtrières de l'histoire d'Israël, seuls l'incendie du Carmel de 2010 et la bousculade du mont Méron en 2021 ont causé un plus grand nombre de décès.
À la suite de la catastrophe, le parlement israélien a adopté la "loi de Versailles", qui établit un comité spécial chargé de traiter les personnes blessées dans la catastrophe, et un comité d'enquête a été créé par le Premier ministre de l'époque, Ariel Sharon, sous la direction de l'ancien juge Vardimos Zeiler, qui a enquêté à la fois sur la catastrophe de Versailles et sur l'effondrement du pont de la Maccabiah, survenu plusieurs années auparavant.
Eli Ron, qui a inventé la méthode de construction Pal-Kal, et trois ingénieurs impliqués dans la construction de la salle ont été reconnus coupables, avec les trois propriétaires de la salle, d'avoir causé la mort par négligence et de sabotage par négligence.

## Contexte
La salle des mariages Versailles a été construite en 1986. à Talpiot, au sud-est de Jérusalem, par l'ingénieur Eli Ron, qui a inventé la méthode de construction Pal-Kal. Les sols ont été construits avec des plaques de métal et de fines couches de ciment. Le plancher avait commencé à s'affaisser visiblement et les propriétaires ont donc installé des cloisons aux étages inférieurs pour stabiliser et corriger l'affaissement des planchers. Peu de temps après, les propriétaires, pensant que le problème était d'ordre esthétique, ont décidé d'enlever ces cloisons.
Cette tragédie arrive alors que quatre années auparavant, en 1997, pendant les maccabiades, un pont s'est effondré, tuant 4 Australiens qui participaient aux jeux. Les enquêtes ont révélé que de mauvaises méthodes de construction étaient à l'origine de l'effondrement et les ingénieurs responsables de la construction du pont ont été reconnus coupables de mort par négligence.

## Effondrement
Le 24 mai 2001, le troisième étage de la salle des mariages était utilisé pour accueillir le mariage de Keren et Asaf Dror. Peu avant l'effondrement, des centaines d'invités étaient sur la piste de danse (avec une reprise de Sarit Hadad de la chanson "Lev Zahav") lorsque les invités ont remarqué que le plancher s'affaissait de quelques centimètres quelques secondes avant la chute. Le troisième étage a alors cédé, entraînant avec lui des centaines d'invités en chute libre sur deux étages.

## Victimes
23 personnes ont fait une chute mortelle et 380 personnes ont été blessées à des degrés divers, dont la mariée Keren Dror, qui a subi de sévères blessures au bassin qui ont nécessité de multiples interventions chirurgicales. Asaf Dror, le marié, a échappé à toute blessure grave.

## Sauvetage
Les efforts de sauvetage ont été menés par l'unité de recherche et de sauvetage du commandement du front intérieur et par l'unité de réserve de Yachtza. Les opérations de sauvetage ont commencé immédiatement après l'effondrement et se sont poursuivies jusqu'à 16 heures le samedi 26 mai 2001. Trois personnes ont été sorties vivantes des décombres, et 23 corps ont été retirés.

## Documentation
La catastrophe a été filmée par le caméraman David Amromin qui enregistrait le mariage d'Asaf et Keron Dror via un caméscope. Les images de l'effondrement et du chaos qui s'est ensuivi ont été diffusées sur des chaînes de télévision du monde entier et est encore disponible aujourd'hui sur de nombreuses plateformes vidéos comme YouTube.

## Enquête
Quelques heures après l'effondrement, le maire de Jérusalem a écarté la possibilité d'une attaque terroriste.
Une enquête sur l'événement a conclu qu'il n'avait pas été causé par une attaque terroriste (la catastrophe s'est produite pendant la seconde intifada, période de haute tension entre palestiniens et israëliens marqué par de nombreux épisodes terroristes). Cette conclusion s'appuie sur le témoignage de nombreux invités du mariage présents dans le bâtiment au moment de la catastrophe. Les témoins ont déclaré avoir vu un dangereux affaissement du plancher quelques instants avant l'effondrement. Une première enquête a imputé l'effondrement à la méthode Pal-Kal de construction de systèmes de planchers légers en béton coffré, qui a été interdite peu après l'achèvement de la salle de mariage, des analyses poussées ayant conclus à sa dangerosité. Un examen plus approfondi a mis en évidence une combinaison de deux causes alternatives.
Initialement, le côté du bâtiment qui s'est effondré est conçu pour être une structure à deux étages, tandis que l'autre côté est conçu pour avoir trois étages. Vers la fin du processus de construction, il est décidé que les deux côtés du bâtiment devaient être de même hauteur, et un troisième étage a été ajouté au côté le plus court. Cependant, la charge due à l'occupation est généralement beaucoup plus importante que la charge de conception d'un toit. Par conséquent, la structure soutenant le nouveau troisième étage a été soumise à une charge beaucoup plus importante que celle prévue à l'origine. L'effet de cette erreur a été quelque peu atténué par la construction de cloisons à l'étage inférieur, ce qui a permis de redistribuer la charge excédentaire de manière à éviter tout dommage.
Quelques semaines avant l'effondrement, les propriétaires de la salle de mariage ont décidé d'enlever les cloisons. Le chemin de charge étant éliminé, le plancher au-dessus a commencé à s'affaisser de plusieurs centimètres. Les propriétaires ont considéré l'affaissement du plancher principalement comme un problème esthétique et ont tenté de le niveler en ajoutant du coulis et du remplissage. Cependant, leur approche n'a pas seulement échoué à fournir une capacité structurelle supplémentaire, elle a également introduit par inadvertance une nouvelle charge morte importante dans la zone affaiblie.
Lors du mariage, cette section de plancher fortement surchargée a cédé, entraînant la catastrophe. L'ingénieur Eli Ron, inventeur de la méthode de construction Pal-Kal, a été arrêté puis mis en examen en août 2002 pour homicide involontaire.

## Conséquences
Après la catastrophe, la "loi de Versailles" a été adoptée par le Parlement d'Israël. Cette loi a établi un comité spécial chargé de traiter les personnes blessées lors de la catastrophe. En outre, un comité d'enquête officiel a été créé par le Premier ministre de l'époque, Ariel Sharon, sous la direction de l'ancien juge Vardimos Zeiler, qui était chargé de la sécurité des lieux et bâtiments publics. Le comité Zeiler sur la sécurité des bâtiments a enquêté à la fois sur l'effondrement de la salle de mariage de Versailles et sur celui du pont Maccabiah, survenu quatre ans plus tôt en 1997, et a publié son rapport final en décembre 2003.
En octobre 2004, les trois propriétaires de la salle de mariage de Versailles - Avraham Adi, Uri Nisim et Efraim Adiv - ont été reconnus coupables d'avoir causé la mort par négligence et d'avoir causé des dommages par négligence. Adi et Adiv ont été condamnés à 30 mois d'emprisonnement, tandis que Nisim a été condamné à quatre mois de travaux d'intérêt général.
La salle de mariage a ensuite été démolie et, en 2017, le site est resté inoccupé et scellé. En face du site se trouve un jardin commémoratif où les noms des victimes sont inscrits sur un mur.
En mai 2007, Eli Ron et trois ingénieurs impliqués dans la construction du bâtiment ont été condamnés à la prison par le tribunal de district de Jérusalem. Eli Ron a été condamné à quatre ans de prison, Shimon Kaufman et Dan Sheffer à 22 mois, et Uri Pessah à six mois. En décembre 2006, le tribunal a reconnu les trois hommes coupables d'avoir causé la mort par négligence et de sabotage par négligence.
En 2016, Israël s'engage à payer 120 millions de shekels (environ 28 millions d'euros) de dédommagement aux victimes de l'effondrement sans toutefois se considérer responsable de la catastrophe.

## Monument commémoratif
Un parc commémoratif en l'honneur des victimes a été construit près du site de la catastrophe.

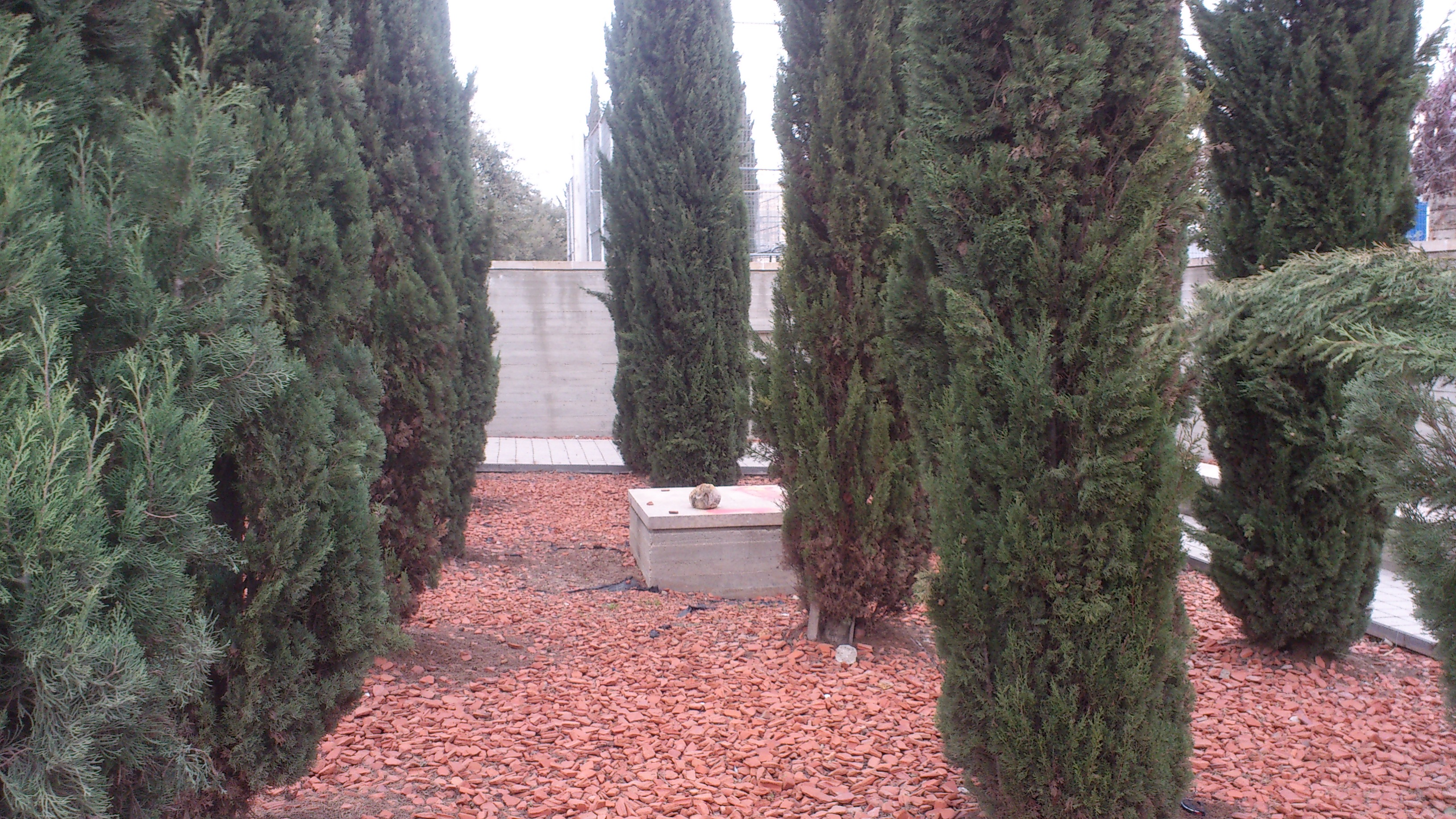
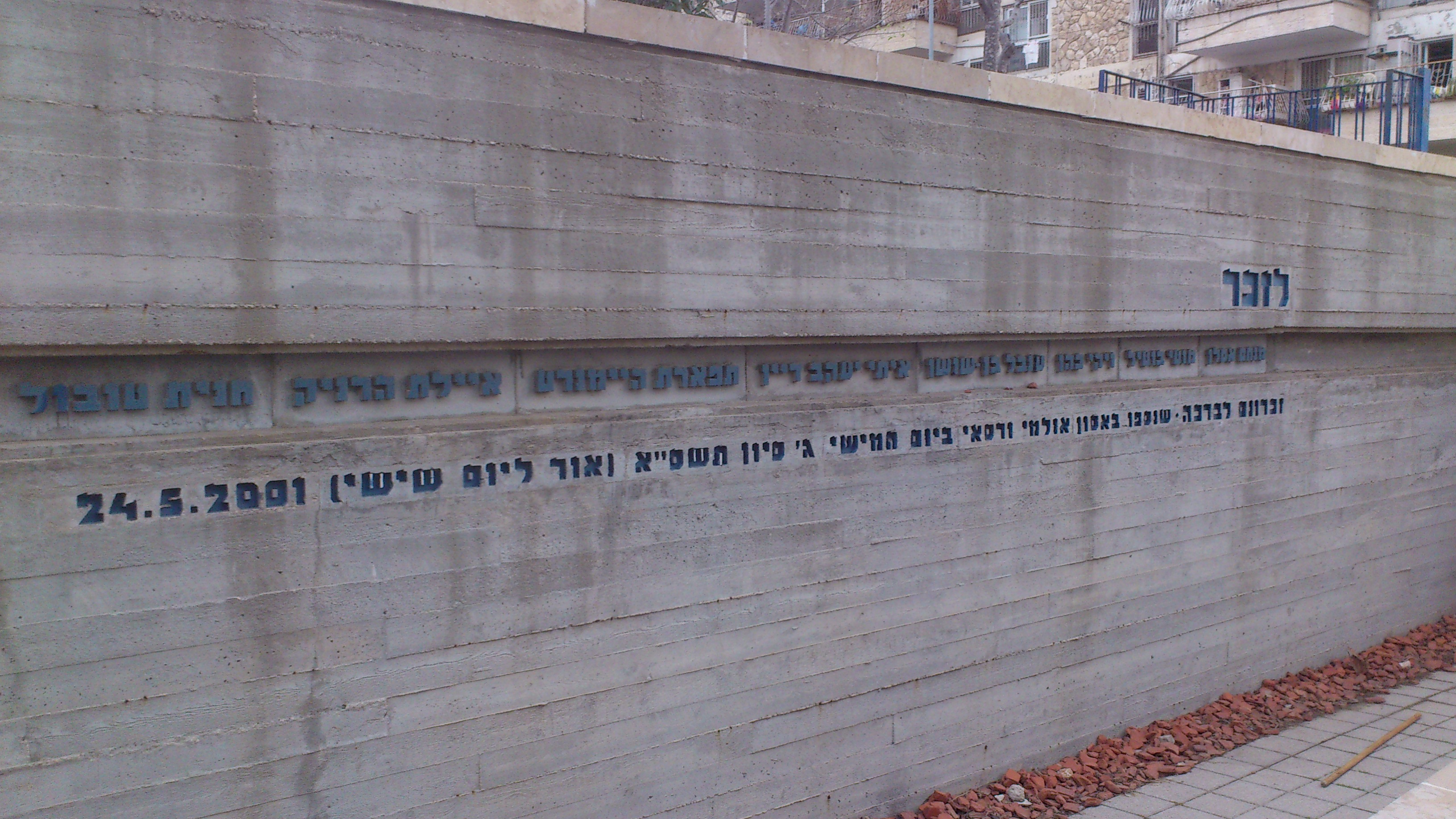
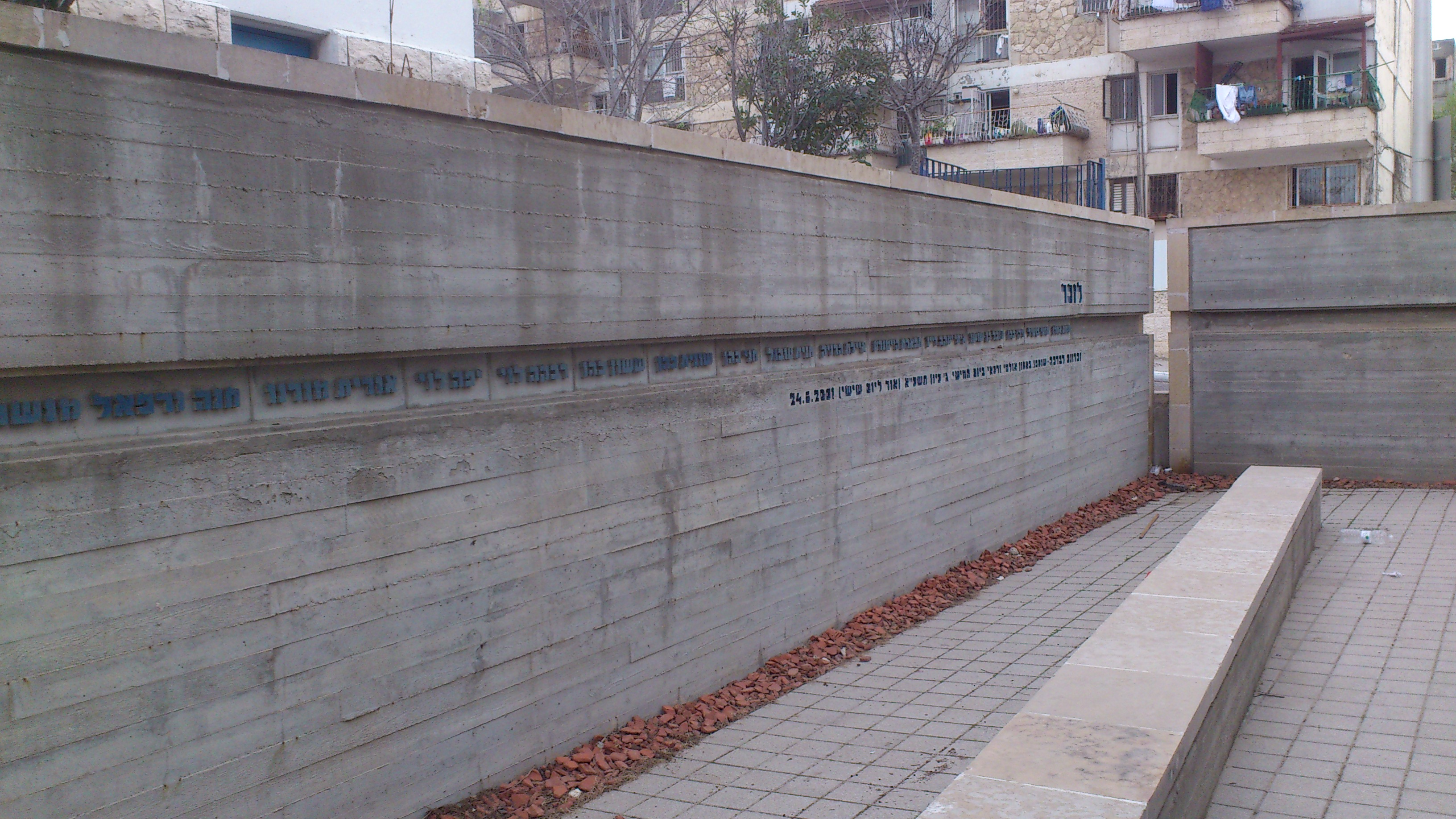
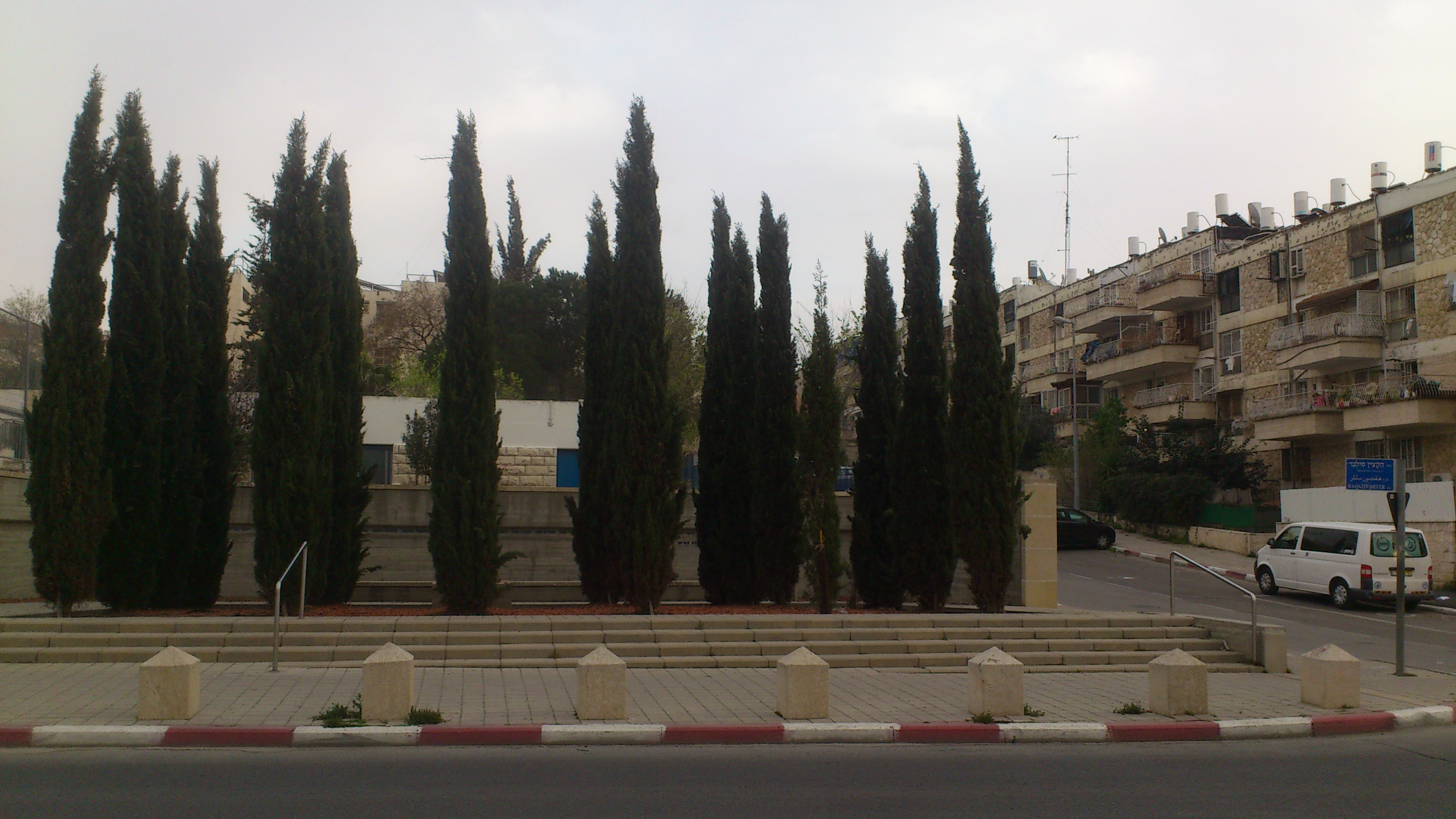